# Luboš Jednorožec
Luboš Jednorožec (17. května 1925 Praha-Břevnov – 6. listopadu 2016) byl český politický vězeň, proslulý svým pozoruhodným útěkem z tábora nucených prací na Jáchymovsku.

## Životopis
Narodil se v Praze na Břevnově, kde jeho rodina provozovala kožedělnou dílnu s obchodem. Celá jeho rodina byla členy Sokola, Luboš se však raději stal skautem. Jeho strýc Oldřich, předseda břevnovské župy Sokola, se za války zapojil do odbojové skupiny Josefa Mašína, v roce 1941 byl zatčen a do konce války vězněn v Berlíně. Jeho dva starší bratři Ivan a Ilja na konci války vstoupili do Národní gardy, při jedné z jejíchž operací u Ostravy byl Ilja zastřelen. Ivan v únoru 1948 spoluorganizoval pochod studentů na Hrad na podporu prezidenta Beneše, za což byl vyloučen ze školy a před StB emigroval do Rakouska. Rodině byla následně zkonfiskována dílna i obchod.
V září 1950 byl se svým otcem zatčen a obviněn z trestného činu, když neudal provokatéry StB vmísené do skupiny známých žádajících jeho otce o pomoc s přechodem hranic. Přestože se přípravy přechodu téměř neúčastnil, byl na základě dopisů bratrovi, v nichž se o útěku zmiňoval, odsouzen v procesu se Srnským a spol. na 10 let vězení za velezradu; jeho otec byl po nervovém zhroucení propuštěn.
Byl uvězněn v táboře nucených prací při jáchymovském dole Svornost. V září 1951 se mu po přemístění do tábora číslo XI v Horním Slavkově podařilo utéci, když ukradl kleště, kterými přeštípal ostnatý drát ohrazující tábor. Jeho útěk byl zjištěn až po pěti hodinách. Bezpečnosti unikal po 9 měsíců – skrýval se nejprve ve Žďáru u Sedlčan, později v chatě libereckých skautů v Krušných horách. Jeho otec Antonín sehnal jemu a jeho snoubence Olině Sedlákové převaděče, který je však udal. Luboš byl odsouzen na dalších 16 let vězení, Olina na čtyři roky. Byl vězněn v Leopoldově.
V roce 1960 byl propuštěn na amnestii a našel si práci v pražských loděnicích. V roce 1964 se opět pokusil uprchnout na Západ, tentokrát přes Jugoslávii, ale tamní policie ho vrátila do Československa, kde byl opět na dva a půl roku uvězněn. Propuštěn byl v roce 1967. V roce 1968 se mu podařilo na základě fiktivního oznámení o smrti bratra Ivana získat zpět pas a odjet s rodinou do Vídně. Přestěhoval se do USA, kde žil v Kalifornii a pomáhal dětem českých emigrantů.

## Odkaz
Jeho životní příběh zpracovala v roce 2008 Česká televize v cyklu Neznámí hrdinové. Na motivy jeho příběhu vznikla divadelní hra Hon na jednorožce a komiks od Václava Šlajcha, který je součástí knihy Ještě jsme ve válce – Příběhy 20. století.
V roce 2011 mu byla udělena Cena Paměti národa.